# انفجار نفق قيشانيان
انفجار نفق قيشانيان هو انفجار حدث في 2 مايو 2017 أثناء بناء نفق السكك الحديدية قيشانيان في مقاطعة دافانغ في الصين، أسفر الانفجار عن مقتل 12 شخصا وإصابة 12 عاملًا آخرين. ويشتبه في أن تسرب للغاز هو سبب الانفجار، وذكر أن طبقات الفحم تؤدي إلى انبعاث غاز الميثان وهو غاز طبيعي قابل للانفجار. استغرقت فرق الإنقاذ 14 ساعة لكي تتمكن من انتشال الضحايا، ومعظمهم من العمال المهاجرين. تسببت المستويات المرتفعة من أول أكسيد الكربون في إعاقت عملية الإنقاذ.